# 5473 Yamanashi
Az 5473 Yamanashi (ideiglenes jelöléssel 1988 VR) a Naprendszer kisbolygóövében található aszteroida. Kusida Josio és Muramacu Oszamu fedezte fel 1988. november 5-én.